# Burchard de Wurtzbourg
Pour les articles homonymes, voir Burchard et Wurtzbourg (homonymie).
Burchard de Wurtzbourg, né vers 683 et mort en 754 ou 755, fut évêque de Wurzbourg de 742 à 753. Il a été reconnu saint par l'Église catholique, et sa fête est le 2 février. 

## Biographie

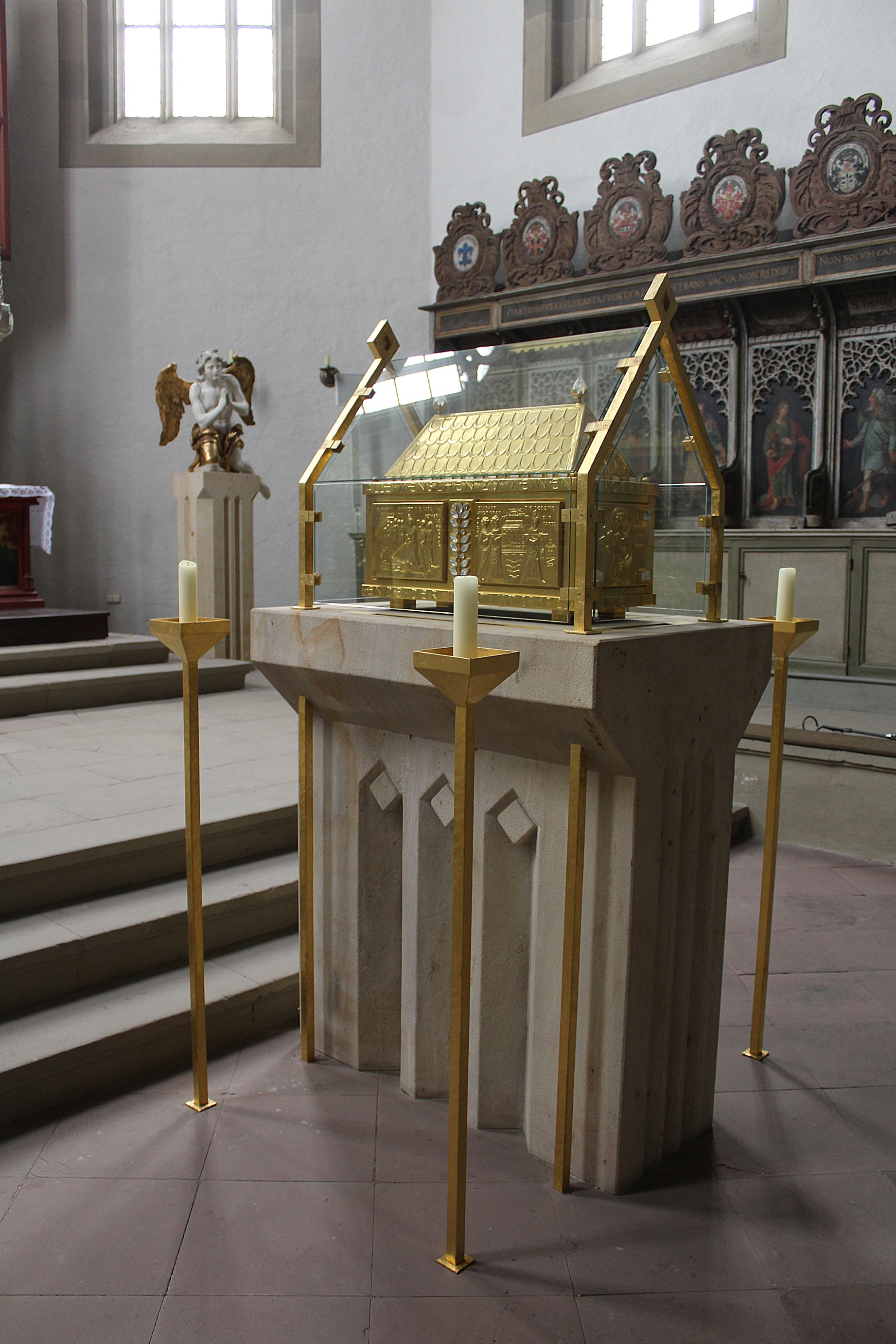
Reliquaire de saint Burchard dans l'église de Wurtzbourg qui porte son nom.

Burchard fut le premier évêque attesté de Wurtzbourg (Allemagne actuelle). Il fut nommé par saint Boniface en 742.
Anglo-Saxon, probablement noble, il a quitté l'Angleterre après la mort de ses parents et rejoint Boniface dans son travail missionnaire, quelque temps après 732. Bénédictin, il fut probablement ordonné prêtre à l'âge de 30 ans et partit vers 715 ou peu après sur le continent où il est peut-être devenu un chapelain de Pépin le Bref. Lorsque Boniface organisa les diocèses de l'Allemagne centrale (Mitteldeutschland), il nomma Burchard à celui de Wurtzbourg. Sa consécration a eu lieu en avril 742.
Le pape Zacharie a confirmé le nouvel évêché en 741. Burchard apparaît de nouveau comme membre du premier conseil allemand en 742, et comme un émissaire de Boniface à Rome à partir en 748. Avec l'abbé Fulrad de Saint-Denis, il a apporté à Zacharie la fameuse question de Pépin le Bref, dont la réponse était censée justifier la prise du pouvoir royal par les Carolingiens. Il obtint du pape l'autorisation de déposer le dernier des Mérovingiens, Childéric III.  
En 753, il se démit de ses fonctions d'évêque avec l'accord de Pépin le Bref et de l'évêque Lull de Mayence, et proposa Mégingaud comme successeur. Il est possible qu'il soit devenu ermite près de Homburg am Main, où il mourut l'année suivante, ou en 755.

## Postérité
Ses ossements furent transférés en octobre 986 ou 988 dans le monastère bénédictin Saint-André de Wurtzbourg (Andreaskloster), qu'il fonda en 750. En 1464, il s'est transformé en une collégiale avec un chapitre de chanoines jusqu'en 1803, date à laquelle il n'est resté en activité que l'église devenue paroissiale.  
Burchard ayant été à Berceto, dans la province de Parme, de 718 à 737, d'autres reliques se trouvent encore aujourd'hui dans la cathédrale de la ville. Charles IV les y a transférées en 1369. Berceto était une étape de la via Francigena, la fameuse route des pèlerins vers Rome.
Sa fête est le 2 février, mais il est inscrit au Martyrologe romain à la date du 14 octobre, qui correspond toujours à l'élévation de ses reliques dans le diocèse de Wurtzbourg. Il est invoqué contre les douleurs articulaires et les rhumatismes , ainsi que les problèmes de calculs rénaux et les douleurs lombaires.